# Clair de lune
Pour les articles homonymes, voir Clair de lune (homonymie).
Le clair de lune est la lumière ambiante perçue la nuit sur Terre, en majeure partie venant de son satellite naturel, la Lune, et pour une faible part des étoiles ou du  « clair de Terre ».
Cette lumière est indirecte, la Lune ne fait que refléter celle du Soleil.

## Intensité (brillance) du clair de lune
L'intensité du clair de lune dépend de plusieurs facteurs. La phase lunaire est le principal facteur de brillance, mais même sous la pleine lune, qui est la phase la plus lumineuse, elle ne procure qu'une très faible lumière par rapport au jour solaire : environ 0,2 lux (soit 500 000 fois moins que le Soleil), ce qui ne permet par exemple ni de lire de petites lettres, ni de distinguer les couleurs.
La qualité de l'air influe sur le clair de lune, ce dernier est d'autant plus lumineux lorsque le ciel est pur et dégagé, et la Lune pleine.
Le paysage nocturne est encore plus éclairé quand il est enneigé ou de couleur claire grâce à l'albédo (désert de sel, étendues de sable clair, mer, lac gelé, banquise...).
La latitude est un facteur important, l'éclairement fourni par la lune peut atteindre jusqu'à 1 lux en zone tropicale, lorsque la Lune est vue avec une grande hauteur.

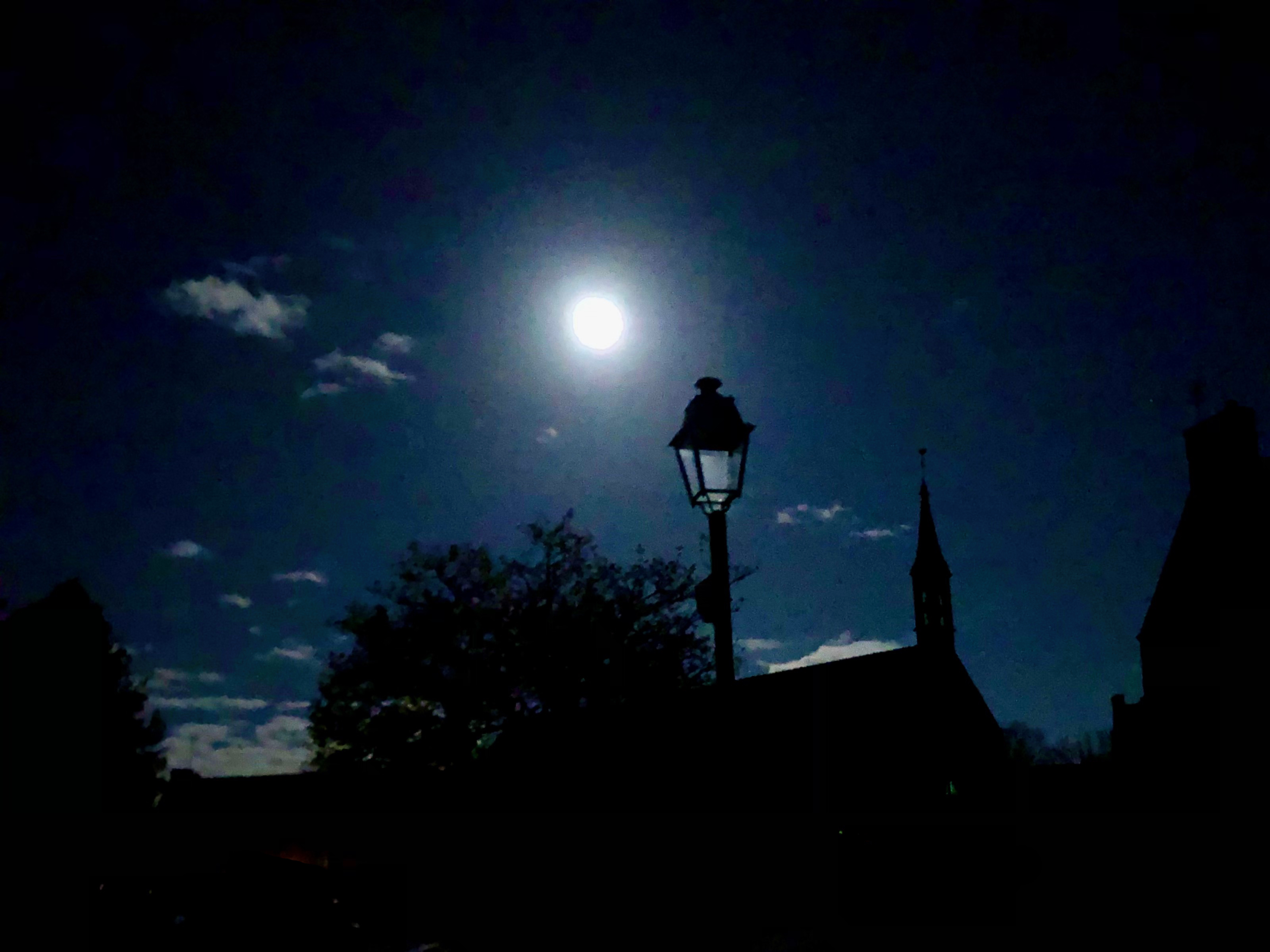
L’église Saint-Pierre de Plessix-Balisson au clair de lune, en Côtes d’Armor.
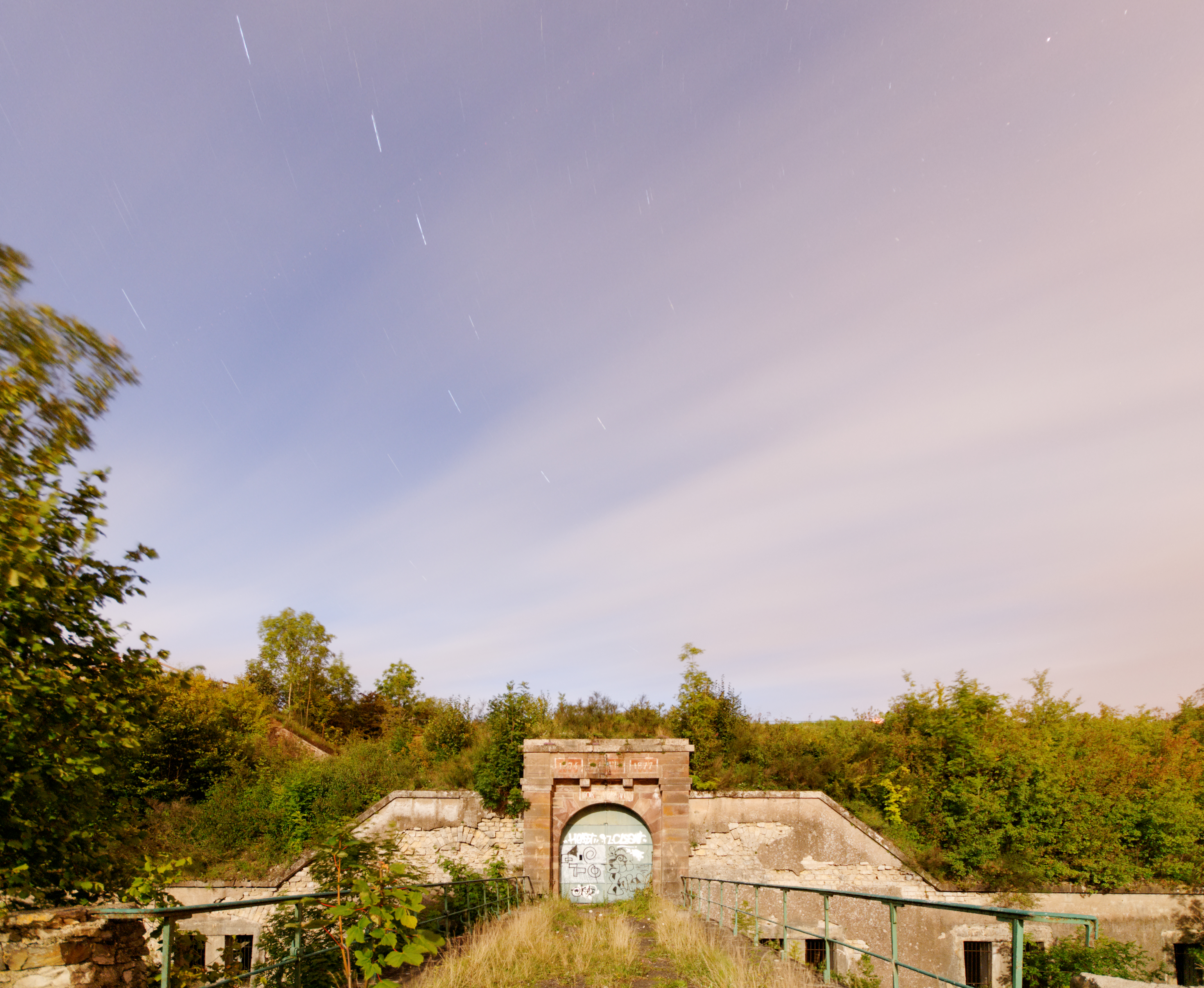
Photographie d'un clair de lune avec un long temps de pose, permettant de rendre visibles les couleurs
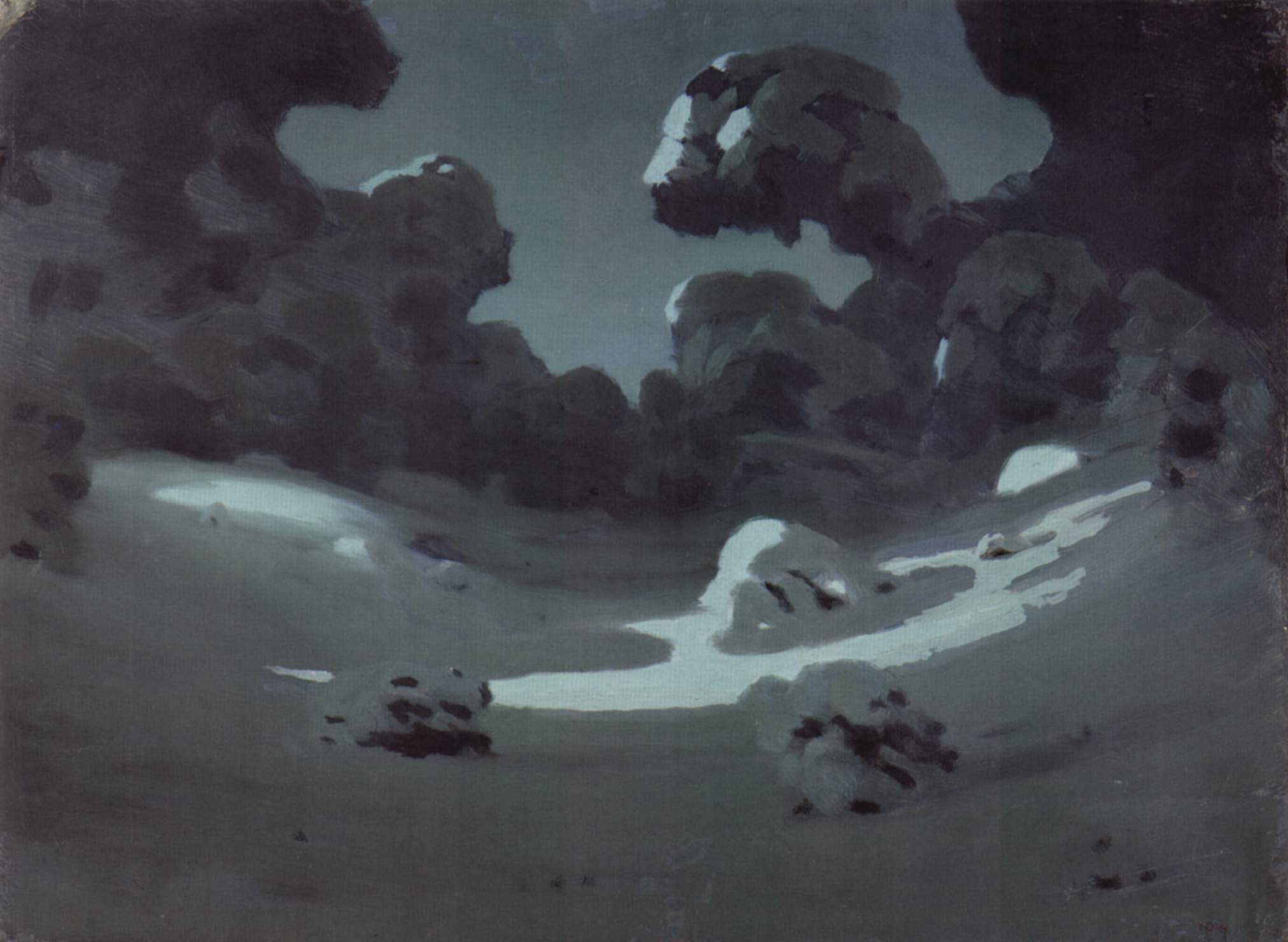
Clair de lune dans une forêt, en hiver, par Archip Iwanowitsch Kuindshi (1898-1908)
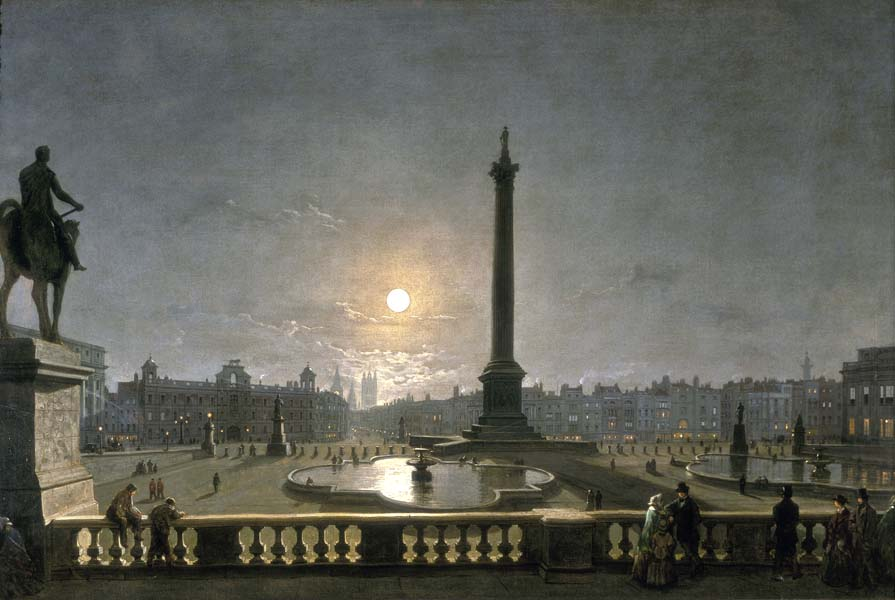
Trafalgar Square by Moonlight : Trafalgar Square sous le clair de lune, aux environs de 1865. Représentation conservée au Museum of London.
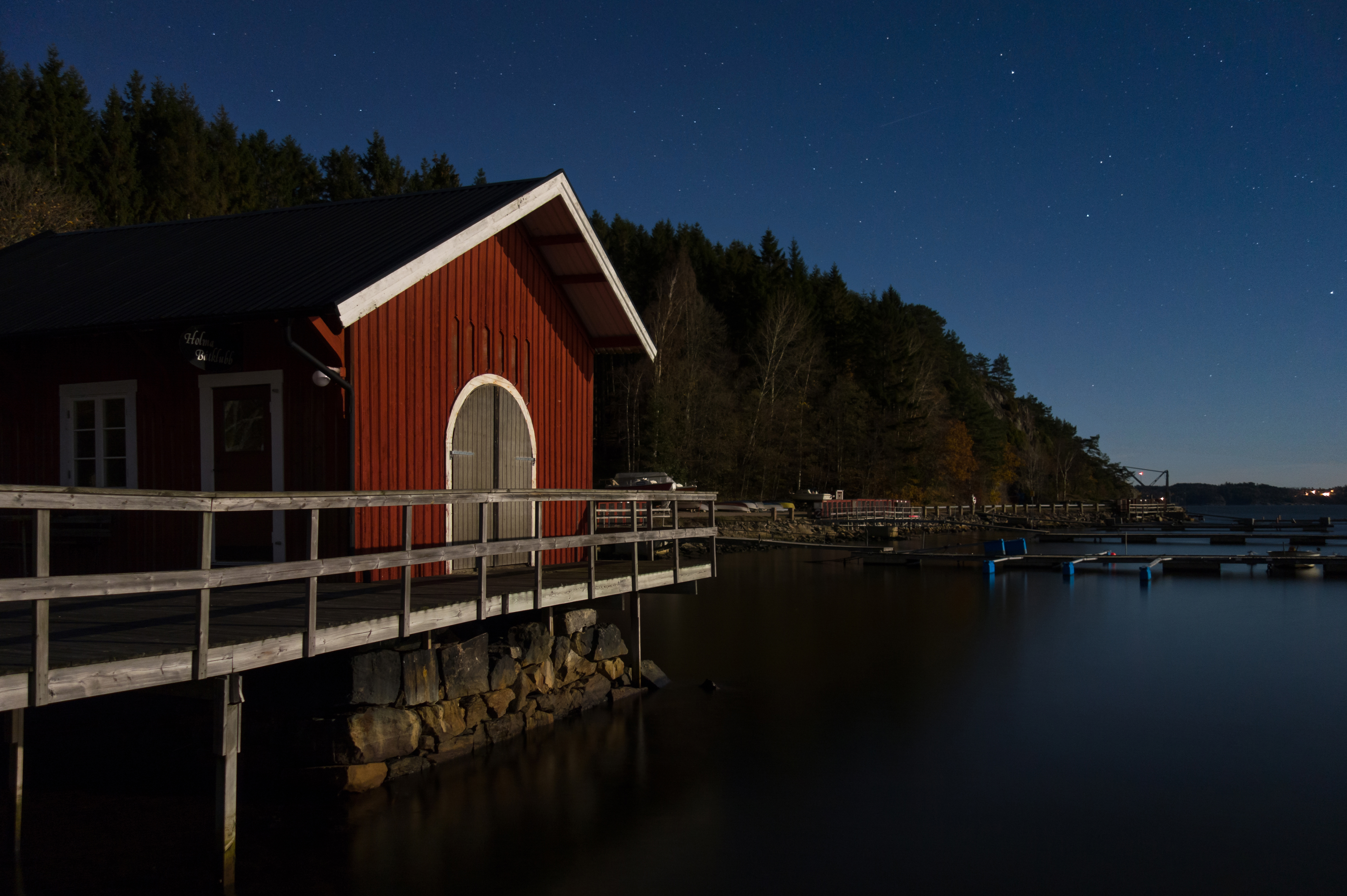
Lumière de lune sur un club de bateaux à Lysekil (commune), Suède. Dans le fond, les lumières de la route européenne 6. Novembre 2017.
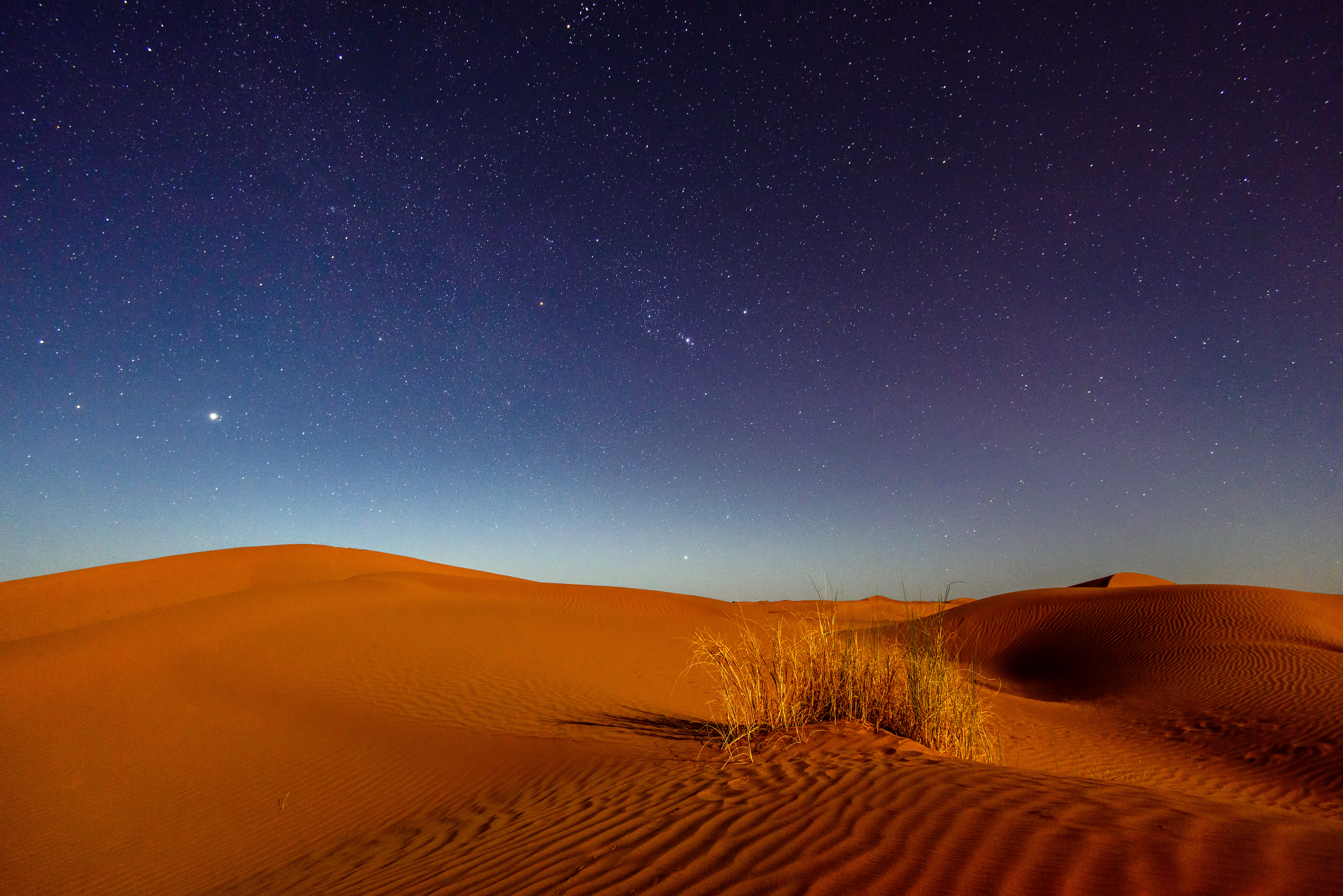
Clair de lune au Sahara. Novembre 2013.

## Spectre du clair de lune
La lumière du clair de lune est issue du reflet de la lumière du Soleil sur la Lune et de la brillance des étoiles.
Le spectre de la lumière de la Lune se compose de l'ensemble des lumières du Soleil, à l'exception des fréquences absorbées par l'atmosphère de la Lune composée essentiellement de sodium, d'une longueur d'onde  d'environ 200 et 600 Angströms.

## Vision humaine
Après un éblouissement ou une longue période passée sous une lumière artificielle (type éclairage d'intérieur moyen), il faut à l'œil plusieurs dizaines de minutes pour se réadapter à la vision nocturne. Ce sont alors les cellules en bâtonnet qui sont mobilisées ; elles ne perçoivent pas les couleurs, mais sont beaucoup plus sensibles à la lumière que le cellules en cône qui nous permettent de voir de jour.

## Vision animale
De nombreux animaux (rapaces nocturnes, félins...) ayant une bonne vision nocturne voient encore mieux sous la pleine lune. En réponse, les animaux facilement prédatés (ex souris) sont souvent plus prudents en période de pleine lune, ou parfois pour certaines espèces au contraire plus actifs (Les crevettes pêchées à pied étaient autrefois réputées plus nombreuses près des plages la nuit au clair de lune). Certains animaux se cachent ou sont immobiles durant la période de pleine lune. Il a aussi été constaté que les captures de certains animaux nocturnes (ex : chiroptères,) ou d'insectes piégés dans des pièges lumineux varient considérablement selon le cycle de la lune. C'est le cas par exemple pour Prionoplus reticularis.
Parfois, le symbiotisme permet à l'un des deux partenaires d'être « informé » de l'intensité de la lumière nocturne et donc du cycle lunaire grâce aux capteurs de son symbiote, par exemple chez les coraux symbiotiques cnidaires / zooxanthelles qui peuvent sous l'eau détecter de faibles niveaux de lumière (par rapport au niveau de la lumière solaire), avec notamment une grande sensibilité dans la région bleue du spectre (la moins filtrée par l'eau), avec une sensibilité maximale  à 480 nm de longueur d'onde, avec une sensibilité de photoréception de ∼1,2 × 1015 quanta m−2 s−1.

## Écologie
La pleine lune est l'un des rythmes chronobiologiques naturels, majeur pour l'environnement nocturne, rythmant par exemple la ponte en masse de certains coraux tropicaux de récifs notamment de la famille des Faviidae, des Oculinidae, des Mussidae ou  des Pectiniidae, et pour la plupart des Acroporidae  (par exemple toujours la semaine suivant la pleine lune d'octobre pour la grande barrière de corail en Polynésie. 
Ce rythme, qui peut être perturbé par la lumière artificielle quand elle est permanente, participant alors au phénomène dit de « pollution lumineuse » par ce que créant en quelque sorte une « pleine-lune permanente favorisant les espèces qui savent en tirer profit, et excluant les autres, affectant les caractéristiques d’un grand nombre d’écosystèmes ».
La pleine lune est l'un des facteurs important d'augmentation du risque de prédation pour de nombreux animaux sauvages, et par suite l'un des facteurs expliquant l'utilisation de certains microhabitats par ces mêmes animaux-proies, y compris chez les mammifères. 
Certains animaux pourtant dotés de systèmes d'écholocation ou capables d'échapper assez facilement à leurs prédateurs semblent pourtant éviter de sortir par pleine lune, comme la chauve-souris forestière frugivore Artibeus jamaicensis (de la famille des Phyllostomidae) à propos de laquelle Morrisson utilise l'expression de « phobie lunaire » pour décrire son comportement. Cette espèce ne sort pas quand la lune est la plus lumineuse (même quand la lune est obscurcie par des nuages épais ). Quelques espèces de chauve-souris sortent au contraire plus volontiers par pleine lune, peut être parce que chassant aussi au moyen de la vision, mais selon une méta-analyse publiée en 2012 par 3 chiroptérologues mexicains, « quelle que soit la méthode utilisée pour évaluer l'activité des chauves-souris, la relation globale entre l'intensité de l'activité nocturne de la chauve-souris et la lune est significatif et négatif ; r:-0,22 ». Il ressort aussi de cette méta-analyse que La phobie lunaire est plus forte pour les chauves-souris recherchant leur nourriture au-dessus de la surface de l'eau et sur la canopée, ce qui « peut suggérer que le risque de prédation est plus grand là où la lune éclaire plus facilement ». Un effet significatif de latitude en tant que modérateur de la phobie lunaire a aussi été démontré, suggérant l’existence d'une certaine distinction géographique avec une phobie lunaire légèrement plus fréquente chez les chauves-souris tropicales que chez les espèces de régions tempérées. On peut supposer que ces espèces sont également plus sensibles à la pollution lumineuse. Il a par ailleurs été expérimentalement démontré dès 1969 qu'une chauve-souris qu'elle soit en bonne santé ou qu'elle soit privée de son système d'écholocation, quand elle est placée dans un labyrinthe perçoit mieux les obstacles par une faible luminosité que par une forte luminosité.

## Dans les arts, la culture et le folklore

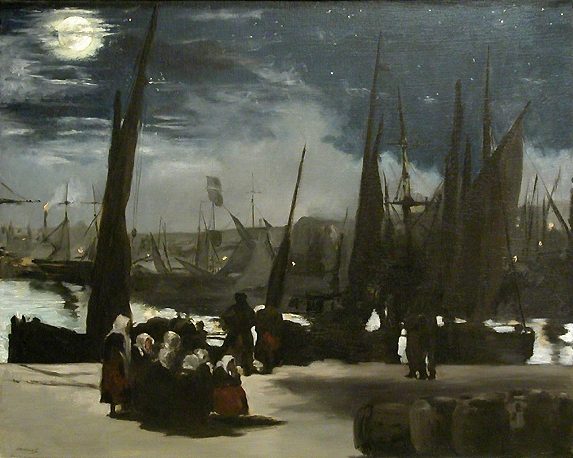
Le Clair de lune sur le port de Boulogne d’Édouard Manet, peint en 1869.

Le clair de lune est généralement considéré comme un élément romantique. C'est un thème repris par de nombreux romanciers, peintres, illustrateurs, cinéastes, conteurs...
Plusieurs traditions ou récits folkloriques confèrent, ou ont conféré, au clair de lune une influence tantôt favorable : chez les Berbères, certaines plantes médicinales ou destinées à des usages magico-religieux pour être efficaces devaient être cueillies au clair de lune ou au coucher du soleil, tantôt néfaste : dormir à la lumière de la pleine lune  pourrait transformer une personne en loup-garou, ou rendre aveugle ou fou.
On a aussi attribué à la lumière de la Lune la capacité d'aggraver les symptômes de fous ou personnes lunatiques' ; dormir au clair de lune pourrait rendre aveugle, ou fou. La cécité nocturne, qui est en réalité causée par un manque de vitamine A, a aussi autrefois été attribuée au fait de dormir dans le clair de lune sous les tropiques.